# ORP Mewa (1935)
ORP Mewa – jeden z polskich trałowców redowych typu Jaskółka (potocznie znanego jako „ptaszki”), klasyfikowanych oryginalnie jako minowce. Był drugim z trzech okrętów Polskiej Marynarki Wojennej noszących tę nazwę. Po II wojnie światowej służył nadal w Marynarce Wojennej, od 1949 roku jako dozorowiec D-46.

## Historia
Zbudowany w Stoczni Gdyńskiej. Wodowanie: 10 stycznia 1935, podniesienie bandery: 25 października 1935. Początkowo nosił znak burtowy: M. W okresie od 9.07.1939 do 25.08.1939 roku okrętem dowodził kpt. mar. Tadeusz Rutkowski.
Okręt uczestniczył w kampanii wrześniowej 1939 w składzie Dywizjonu Minowców, dowodzony przez kpt. mar. Wacława Lipkowskiego. Podczas operacji „Rurka” 1 września 1939, razem z pozostałymi trałowcami Dywizjonu, wziął udział w odpieraniu zmasowanego nalotu niemieckich bombowców koło Helu. Ciężka bomba lotnicza wybuchła w odległości kilku metrów od prawej burty „Mewy”, powodując uszkodzenia, w tym awarię steru. 9 marynarzy poniosło śmierć, 8 w tym dowódca było rannych, pokład był zalany krwią. Dryfujący okręt został następnie odholowany na Hel przez bliźniaczy trałowiec ORP „Rybitwa”. Ponieważ naprawa była utrudniona, okręt został rozbrojony. 3 września 1939, podczas nalotu na port helski, uszkodzona „Mewa” została zatopiona bombami (razem z niszczycielem ORP „Wicher” i stawiaczem min ORP „Gryf”).
Po kapitulacji Helu, okręt został wydobyty i wyremontowany przez Niemców. Następnie, „Mewa” została wcielona do niemieckiej marynarki pod nazwą „Putzig”, z uzbrojeniem 2 działek 20 mm. W 1940 została przebudowana na okręt pomocniczy – poławiacz torped (Torpedofangboot) z oznaczeniem: TFA 7 (według innych opracowań, TFA 9). Okręt przetrwał wojnę i razem z 3 innymi dawnymi polskimi trałowcami (ORP „Czajka”, „Żuraw”, „Rybitwa”) wszedł w skład rezerwowego zespołu niemieckiej służby trałowej. Okręty te zostały następnie odnalezione w Travemünde i rewindykowane przez władze polskie. 25 stycznia 1946 jeszcze w Travemünde okręt podniósł ponownie polską banderę i przywrócono mu nazwę ORP „Mewa”.
Po uzbrojeniu i wyposażeniu, połączonego z remontem w Kilonii, 12 marca 1946 „Mewa” z pozostałymi trałowcami powróciła do Gdyni, gdzie zostały wcielone do Flotylli Trałowców, tworząc 1. dywizjon. Okręt nosił wówczas znak burtowy: MW. Po remoncie w 1947, od 1 czerwca 1947 okręt służył w składzie Szczecińskiego Obszaru Nadmorskiego, trałując zachodnie wybrzeże z min.
W lipcu 1949 w związku z rozwiązaniem Szczecińskiego Obszaru Nadmorskiego „Mewa” została przebazowana do Gdyni i przebudowana na dozorowiec i pod oznaczeniem D-46 wcielona do 2. Dywizjonu Patrolowców. Zdjęto wówczas wyposażenie trałowe, a po remoncie w 1951 zmianie uległo uzbrojenie okrętu. W 1955 D-46 wszedł w skład Dywizjonu Dozorowców i Dużych Ścigaczy w Gdyni, tworząc z pozostałymi okrętami tego typu jego I Grupę Poszukiwawczo-Uderzeniową. W 1960 znak taktyczny zmieniono na 326. Od stycznia 1961 roku dozorowce tego typu zostały przebazowane do Świnoujścia, jako odrębna Grupa Dozorowców. W 1961 roku okręt zajął II miejsce we współzawodnictwie na najlepszy okręt Marynarki Wojennej w grupie okrętów III rangi. W maju 1962 roku wraz z dawną „Rybitwą” odwiedził porty NRD. D-46 wycofany został w 1970 i przekształcony na pozbawioną napędu barkę koszarową o oznaczeniu BK-2, stacjonującą w Świnoujściu. W 1972 roku został ustawiony na lądzie na półwyspie Kosa w porcie wojennym w Świnoujściu, z przeznaczeniem na poligon przeciwpożarowy, lecz w 1976 roku przeznaczono go do złomowania. Pocięty na złom w 1981.

## Kalendarium
- 1933 – położenie stępki
- 10 stycznia 1935 – wodowanie
- 25 października 1935 – podniesienie bandery
- 3 września 1939 – zatopienie w porcie helskim przez samoloty
- październik, listopad 1939 – wydobycie przez Niemców i wcielenie do Kriegsmarine pod nazwą Putzig
- od 15 października 1945 – w Deutsche Mineräumdienststeilung
- 25 stycznia 1946 – podniesienie polskiej bandery i przywrócenie nazwy ORP Mewa.
- 1949 – przeklasyfikowanie na dozorowiec D-46
- 1970 – wycofanie ze służby liniowej i przekształcenie na barkę koszarową BK-2
- maj 1981 – początek złomowania

## Dane techniczne
- uzbrojenie (do 1939):
  - 1 działo uniwersalne kaliber 75 mm
  - 2 karabiny maszynowe przeciwlotnicze 7,92 mm Maxim wz. 08
  - 20 min kotwicznych wz.08
  - 20 bomb głębinowych
- uzbrojenie (1946-1951):
  - 7 działek przeciwlotniczych kaliber 20 mm (jedno poczwórne, jedno podwójne, jedno pojedyncze)
- uzbrojenie (1951-66):
  - 1 podwójnie sprzężone działko przeciwlotnicze kaliber 37 mm
  - 1 podwójnie sprzężony wkm przeciwlotniczy kalibru 12,7 mm
  - 2 zrzutnie bomb głębinowych
- wyposażenie trałowe: 2 komplety trałów kontaktowych (do 1947)